# جاك أركاديلت

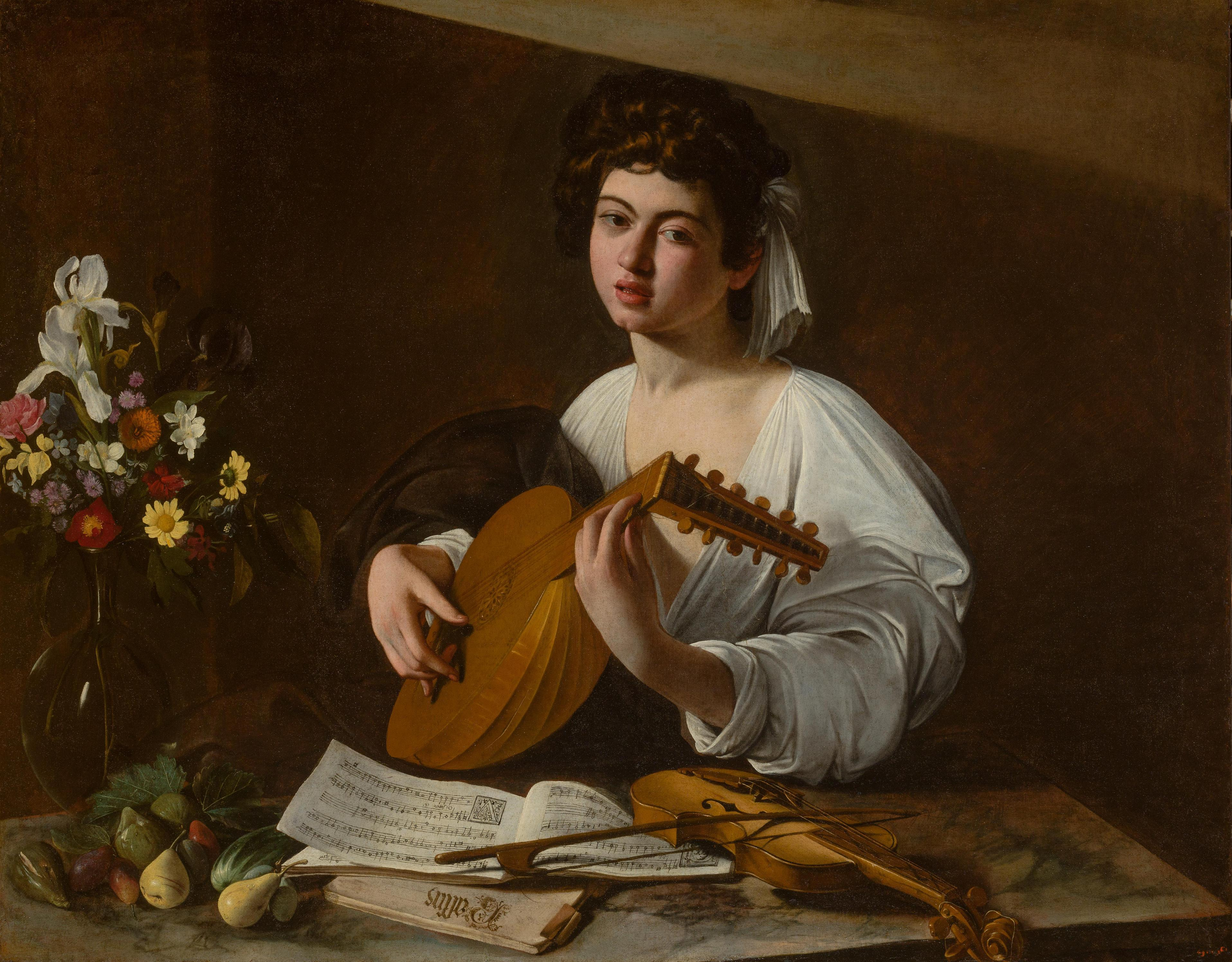
عازفة العود لكارفاجيو، المؤدية تعزف موسيقى لأركاديلت

جاك أركاديلت (بالفرنسية: Jacques Arcadelt)‏ (تقريبًا 1507- 14 أكتوبر 1568) كان ملحنًا فرنسيًا فلمنكيًا في عصر النهضة، ونشط في كل من إيطاليا وفرنسا ويعرف أساسًا باعتباره مؤلف الموسيقى الصوتية العلمانية.

## وصلات خارجية
- جاك أركاديلت على موقع الموسوعة البريطانية (الإنجليزية)
- جاك أركاديلت على موقع ميوزك برينز (الإنجليزية)
- جاك أركاديلت على موقع أول ميوزيك (الإنجليزية)
- جاك أركاديلت على موقع ديسكوغز (الإنجليزية)